# Ливен, Дарья Христофоровна
Княгиня Да́рья Христофо́ровна Ли́вен (урождённая Катари́на Алекса́ндра Дороте́я фон Бенкендо́рф; нем. Katharina Alexandra Dorothea von Benckendorff; 17 декабря 1785 — 27 января 1857) — светская львица первой половины XIX века, тайный агент русского правительства в Лондоне и Париже, прозванная «дипломатической Сивиллой».

## Происхождение
Происходила из дворянского рода Бенкендорфов. Дочь рижского военного губернатора генерала от инфантерии Х. И. Бенкендорфа, сестра шефа жандармов А. Х. Бенкендорфа, с которым на протяжении многих лет состояла в переписке.
Мать Дарьи Христофоровны умерла 11 марта 1797 года за границей, где находилась на лечении. Она страдала от ревматизма, от которого всю жизнь будет мучиться и её дочь. Дарья и её сестра Мария (1784—1841) остались на попечении императрицы Марии Фёдоровны. Несмотря на то, что они уже вышли из возраста, в котором девочек принимали в Смольный институт, императрица поместила их именно туда, и каждую неделю навещала сестёр.

## Замужество
Дарья получила лучшее по тем временам образование, она умела говорить и читать на четырёх языках, изучала музыку и танцы.
В феврале 1800 года Дарья и Мария закончили институт, и императрица занялась обустройством их личной жизни. Старшая из сестёр Бенкендорф, Мария Христофоровна, вышла замуж за генерала И. Е. Шевича и была фрейлиной императрицы.
Дарья Христофоровна ещё в 1799 году была пожалована во фрейлины. Императрица подыскала ей достойного жениха, выбор пал на графа Аракчеева. Дарья пришла в ужас от такого жениха, и императрица вскоре нашла другого кандидата. Им оказался любимец императора Павла I, военный министр, красавец, 26-летний граф Христофор Андреевич Ливен. Матери обоих молодожёнов были приближёнными фрейлинами и близкими подругами императрицы Марии Фёдоровны. Молодые люди понравились друг другу и 24 февраля 1800 года поженились.
Первые годы замужества Дарья Христофоровна жила беспечной жизнью в Петербурге. Она была повсюду, где была императорская семья. Пока муж делал военную карьеру, она вела весёлую светскую жизнь, танцевала и флиртовала. У неё был роман с великим князем Константином Павловичем, одно время она увлекалась князем
П. П. Долгоруким.
В 1809 году граф Ливен был назначен посланником в Берлин. В Берлине Дарья Христофоровна приобрела определённую известность как хозяйка литературно-политического салона. Всё в Пруссии ей казалось мелким и скучным, она много времени посвящала воспитанию детей, сопровождала их в деревню, на море, на воды. Она надеялась, что их пребывание в Берлине будет недолгим.
30 июня 1812 года Ливены покинули Берлин. Прожив несколько месяцев в Петербурге, в конце октября 1812 года супруги Ливены отбыли к новому месту назначению графа в Лондон.

## Лондонские годы

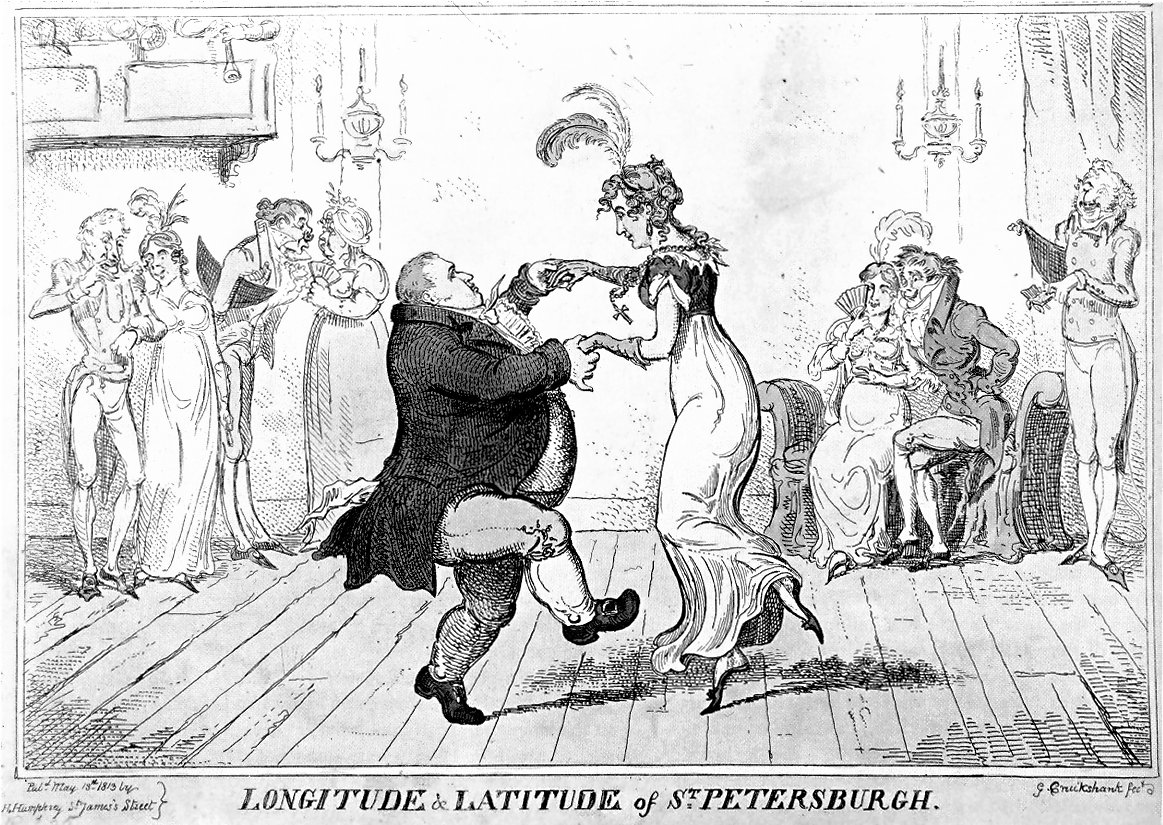
Карикатура Крукшенка на графиню Ливен и князя Козловского

Графиня Ливен своими живыми манерами и широким кругом знакомств сделалась одной из законодательниц мод лондонского общества. Считается, что именно она познакомила англичан с вальсом. По окончании наполеоновских войн она сопровождала супруга на Венский конгресс, где соперничала за звание «первой дамы» с герцогиней Саган и княгиней Багратион.
По своему влиянию графиня нисколько не уступала супругу. Получить приглашение в салон графини Ливен считалось большой честью. В Лондоне у Ливенов родился сын, названный Георгием в честь наследного принца-регента, который вызвался быть крёстным отцом и не уставал повторять, как похож на него ребёнок. Помимо будущего короля, молва называла Георгия «сыном Конгресса», намекая на то, что его отцом был Меттерних.
Как отмечают историки, «никогда ещё иностранка не получала столько сведений об английском обществе из первых рук и не обладала в нём бо́льшим влиянием». Полученные сведения графиня передавала супругу либо направляла дипломатической почтой брату в Санкт-Петербург. В письме к министру иностранных дел графу Нессельроде император Александр I шутя сетовал, что графиня Ливен носит юбки — из неё вышел бы блестящий дипломат.
12 января 1816 года графиня Ливен была удостоена ордена Св. Екатерины 2-й степени и 29 февраля 1828 года пожалована в статс-дамы. По случаю восшествия на престол Николая Павловича возведена вместе с супругом в княжеское Российской Империи достоинство.

## Парижский салон
В 1834 году Николай I приставил князя Ливена наставником к своему сыну. Его супруга неохотно покинула Лондон, но после смерти двоих сыновей, ссылаясь на слабое здоровье, оставила пределы России, чтобы обосноваться в Париже. Там её салон сделался «дозорной вышкой Европы», соперничая по популярности с салоном мадам Рекамье, который опекал Шатобриан, нарисовавший нелицеприятный портрет Ливен в «Замогильных записках».

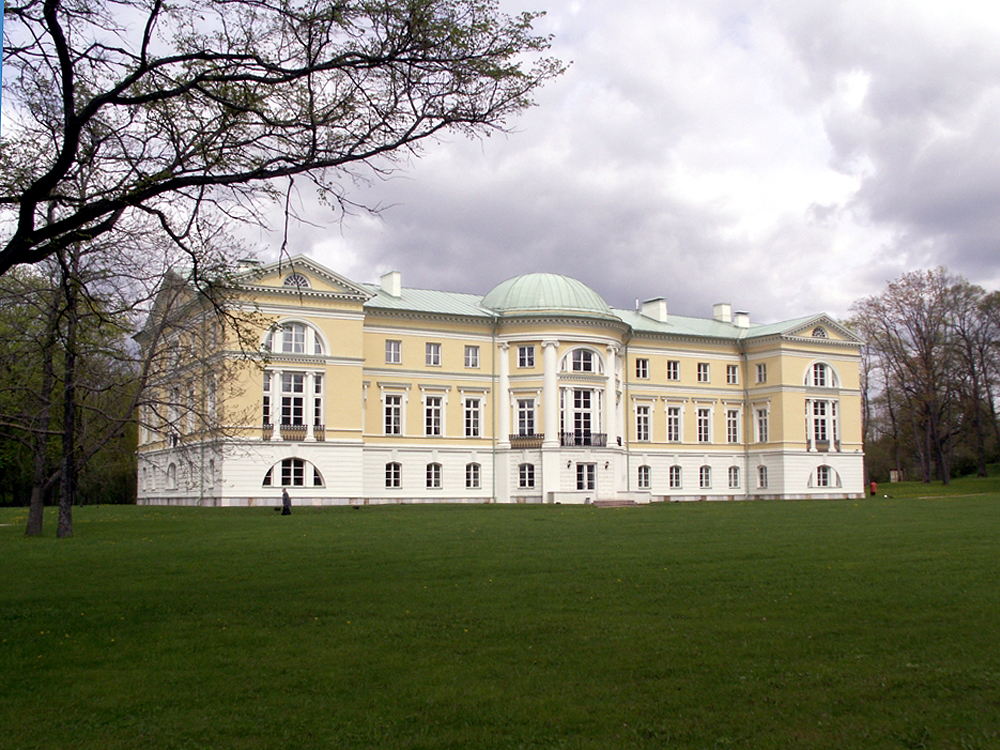
Дворец Ливенов в Межотне, Латвия

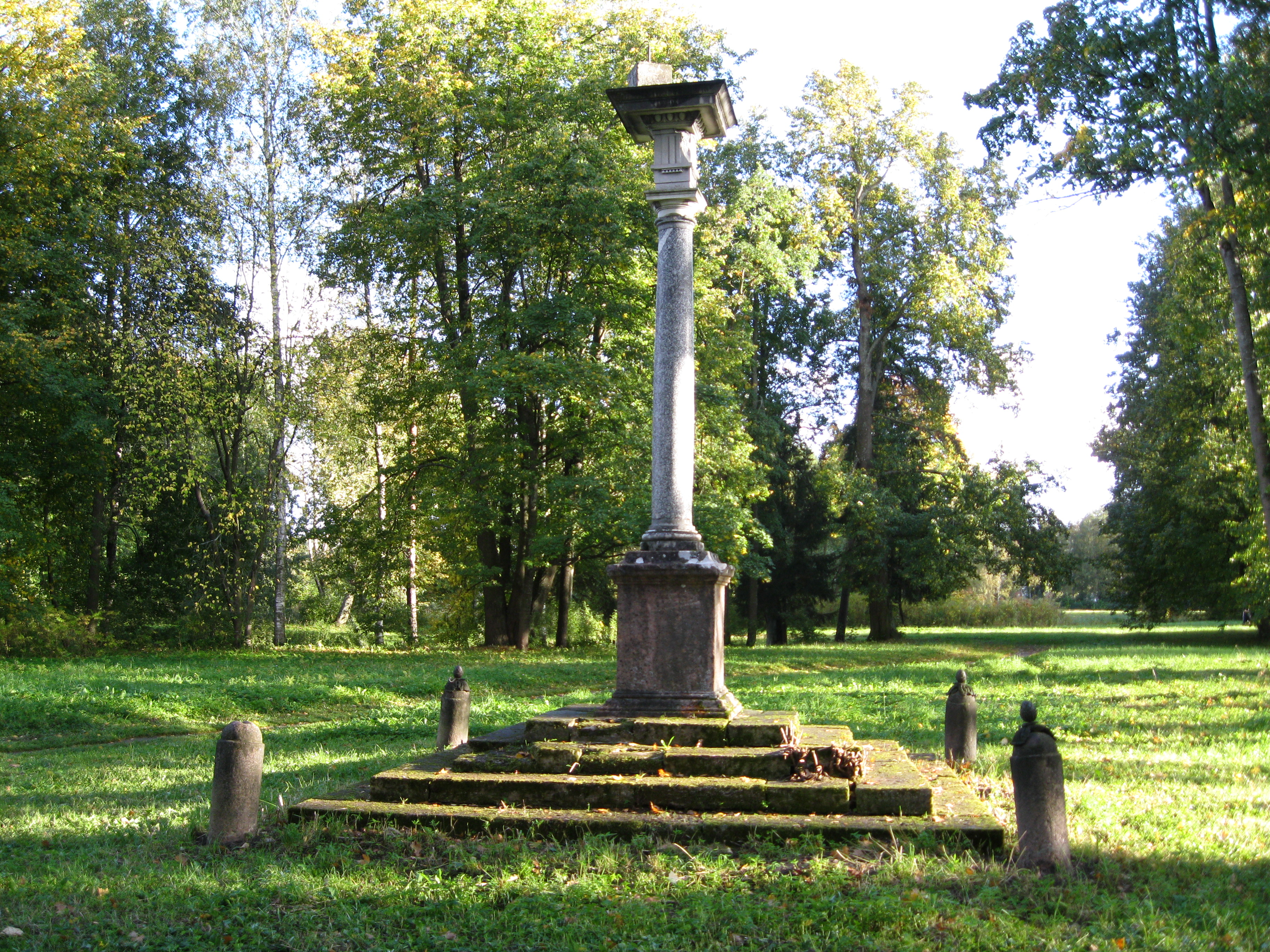
Колонна княгини Ливен в Павловском парке, посвящённая Шарлотте Ливен, свекрови Дарьи Ливен

После смерти мужа в 1838 году княгиня открыто флиртовала с политическими деятелями, которые посещали её дом. На протяжении десятка лет её связывали романтические отношения с австрийским канцлером Меттернихом и французским премьер-министром Франсуа Гизо. Благодаря своей близости с Гизо во время Крымской войны она служила негласным посредником между враждующими сторонами.
В январе 1857 года Дарья Христофоровна заболела бронхитом, который очень быстро принял тяжёлую форму. В ночь с 26 на 27 января в своём парижском особняке на руках Гизо и сына Павла она скончалась. Перед смертью она выразила желание, чтобы её тело было перевезено в Курляндию и погребено рядом с её сыновьями в семейной усыпальнице Ливенов в латвийском местечке Межотне. Она была похоронена в чёрном бархатном платье фрейлины российского императорского двора и княжеской короне, с распятием из слоновой кости в руках.
Отрывки из её записок и огромной корреспонденции появились в печати посмертно. Вдова лорда Грея предпослала публикацию его писем к княгине (которыми они обменивались ежедневно) словами сожаления о том, что публике станет известна «степень интимности главы правительства с иностранной посланницей».

## Дети
От брака родилось шестеро детей, пять сыновей и одна дочь:
- Магдалена (1804—1805)
- Александр (1805—1885), умер холостым.
- Павел (1806—1866), умер холостым.
- Константин (1807—1838), скончался в июне 1838 года в Америке.
- Георгий (1819—1835), имя получил в честь крестного отца, короля Георга IV. Весной 1835 года умер в Дерпте вместе с младшим братом Артуром от скарлатины. Эта трагедия очень подорвала здоровье Дарьи Христофоровны, до конца дней своих она пребывала в отчаянии от несправедливости судьбы.
- Артур (1825—1835), имя получил в честь крестного отца, герцога Веллингтона.

## Отзывы о княгине Ливен

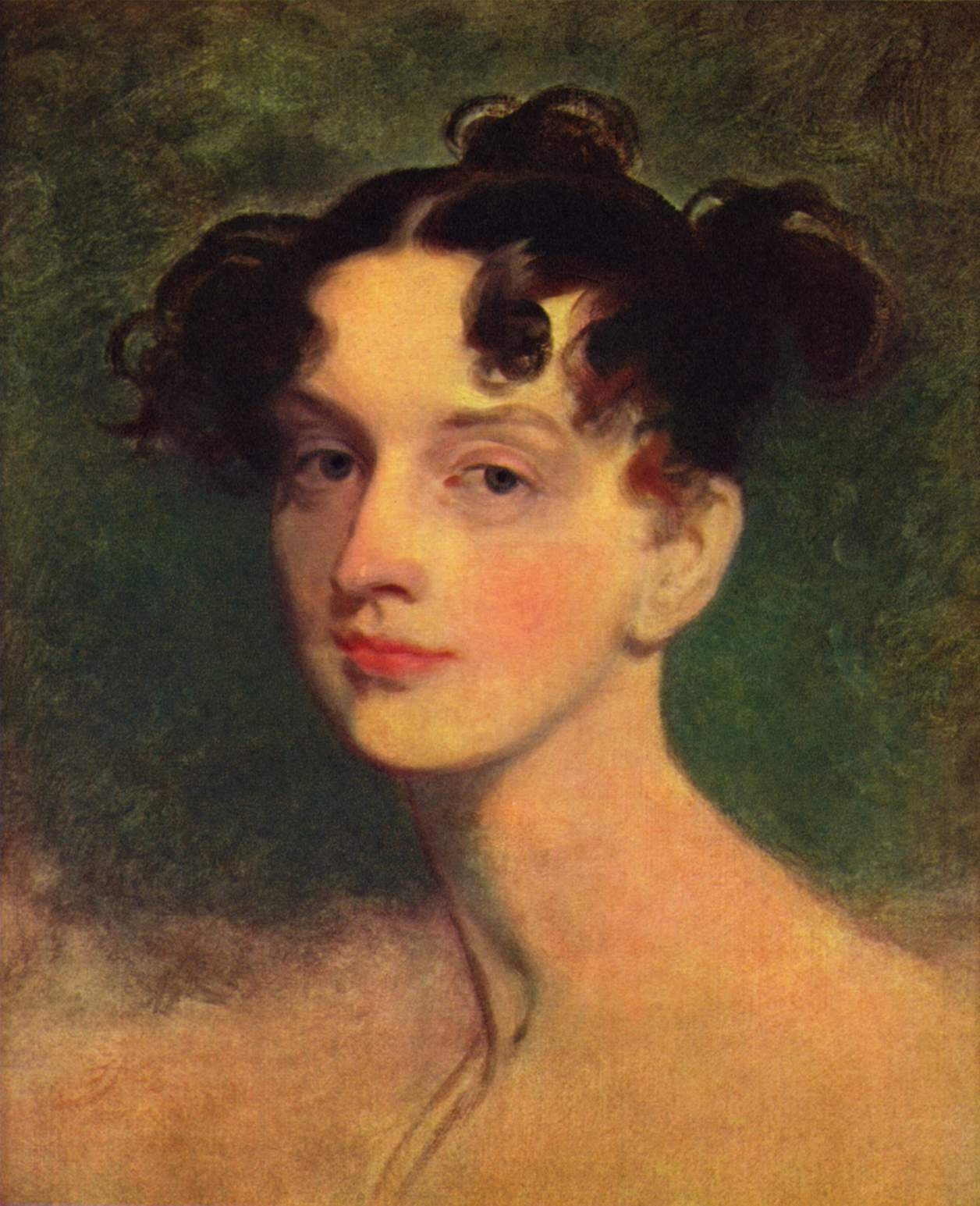
Портрет кисти Томаса Лоуренса

- «Женщина с длинным неприятным лицом, заурядная, скучная, недалёкая, не знающая иных тем для разговора, кроме пошлых политических сплетен» (Рене де Шатобриан)[6].
- «Я вполне уверен, что эта дама готова причинить нашей стране всевозможное зло, в признательность за доброту и любезность, с какою здесь относились к ней во время её многолетнего пребывания в Англии» (герцог Веллингтон)[6].
- «Мужчины и женщины, тори и виги, именитые персоны и светские денди, все стремились заполучить её для украшения и престижа своих салонов, все высоко ценили честь быть принятыми ею» (Франсуа Гизо)[6].
- «Отличаясь мужским умом и женской чувствительностью, она держала под своей властью монархов и государственных людей и благодаря этому имела политическое влияние, редко доступное женщинам. Что она имела слабые стороны, происходившие от недостатков суждения и характера, — об этом не будут спорить её самые горячие поклонники; но что она имела большие достоинства сердца и ума, не могут забыть даже её противники». («Edinburg Review»)[8].
- «Вот еще одна смерть, которая меня искренно опечалила; она оставила пустоту, которую нечем будет заполнить. Хотя я не был в числе близких друзей княгини, я находил большое удовольствие в её обществе; я сходился с ней в мыслях и взглядах; это была личность высокого ума и благородного характера, на неё можно было положиться». (Проспер де Барант)[9].

## Сочинения
- Ливен Д. Х. Из записок княгини Ливен / Пер. В. фон-Штейн // Цареубийство 11 марта 1801 года. Записки участников и современников. — Изд. 2-е. — СПб.: А. С. Суворин, 1908. — С. 215—243.